# Reino de Sobrarbe

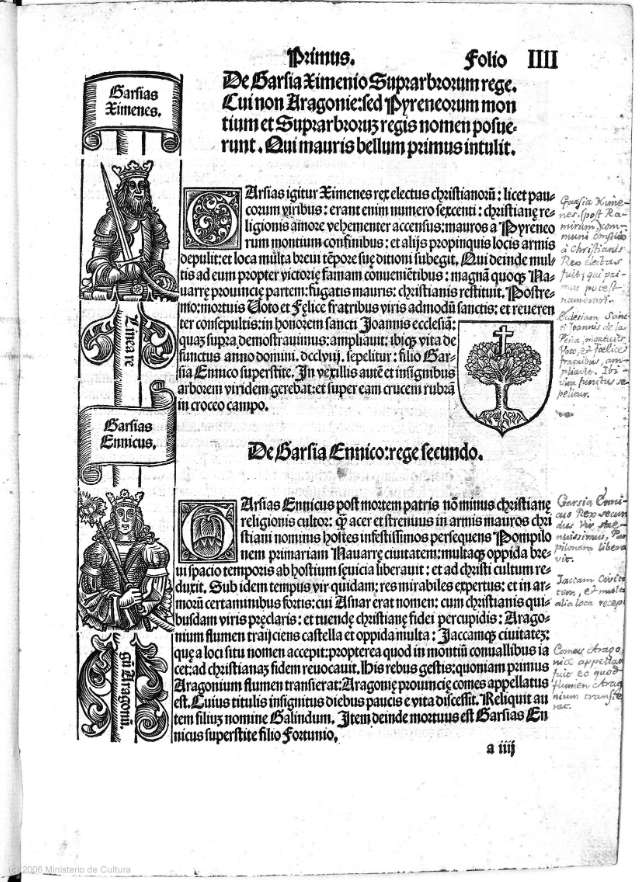
Primera página de la historia del Sobrarbe en De Aragoniae Regibus, mostrando los primeros dos reyes y la cruz en el árbol que se convertiría en el símbolo heráldico del Sobrarbe.

El Reino de Sobrarbe fue el predecesor legendario del Reino de Aragón y la moderna comarca del Sobrarbe (del latín super arborem, encima del árbol). Según la leyenda bajomedieval, el reino, con su capital en Aínsa, surgió en la Reconquista. La leyenda podría estar parcialmente basada en los orígenes históricos del Reino de Pamplona.

## Leyenda e historiografía
Después de la llegada de los musulmanes a España, los cristianos residentes en lo que sería más tarde el Sobrarbe se reunieron en la cueva de Galión (Espelunga de Galión, en aragonés) en el año 724, lugar donde hoy se halla el monasterio de San Juan de la Peña. Allí  crearon un ejército para luchar contra el invasor y eligieron como dirigente a un cierto Garci (Garzía) Ximénez. Puesto que los musulmanes ya habían tomado Jaca, la principal ciudad de la región, los cristianos decidieron atacar Aínsa. Después de un asedio prolongado, tomaron la ciudad y aumentaron eficazmente sus defensas. Cuando los musulmanes contraatacaron, con el cuádruple de fuerzas, la caída de la ciudad pareció inminente. Entonces apareció en el cielo una cruz de un rojo intenso en lo alto de un roble sobre un campo de oro. Interpretada esta aparición como una señal de Dios, la cruz dio ánimos a los cristianos y así consiguieron hacer huir a los musulmanes. De acuerdo con el juramento dado en la cueva de Galión, Garci Ximénez, para conmemorar la victoria, fundó en el lugar una ermita dedicada a Juan el Bautista. Esto daría luego origen al monasterio de San Juan de la Peña. El reino nacido en Aínsa fue llamado Sobrarbe, porque fue fundado gracias a la cruz que apareció "sobre un árbol" (sobre arbre). 
Según Gualberto Fabricio de Vagad, en su Crónica de Aragón (1499), el segundo rey de Sobrarbe, García Ennéguiz (García Íñiguez), conquistó Pamplona a los musulmanes en tiempos de Carlomagno. Gualberto vuelve a numerar a todos los reyes de Aragón continuando la línea ordinal de los reyes de Sobrarbe, haciendo así a Alfonso III de Aragón vigésimo rey de Sobrarbe.

Escudo de armas de Sobrarbe.

La imagen de una cruz roja en un árbol sobre campo de oro se incorporó al escudo de armas de Aragón en el tercio izquierdo superior. En el siglo XV, la leyenda había sido asumida por la tradición aragonesa. Recibió un completo tratamiento historicista en la historia de Aragón en cinco volúmenes escrita en el siglo XVI, por Lucio Marineo Sículo, De Aragoniae Regibus et eorum rebus gestis libri V (1509), donde se describen por orden cronológico los reinados de sus reyes. A finales del siglo XVI, la historia ya es ampliamente aceptada y aparece en el cuarto volumen de la Crónica general de España (Córdoba: 1584) de Ambrosio de Morales, historiador de la corte de Felipe II de España, entre otras historias generales de la península y de sus reinos.

## Fueros
Los Fueros de Sobrarbe son el componente más influyente de la leyenda y una escuela de pensamiento legal, el "foralismo", surgió en defensa de las costumbres supuestamente ancestrales de Aragón. Mayoritariamente mistificadas, las leyes han sido estudiadas a fondo por Ralph E. Giesey. El jurista aragonés Juan Ximénez Cerdán en su Letra intimada describe el origen de la institución del Justicia de Aragón:

El officio del Iusticiado de Aragón (segun la opinion de todos los antiguos) fue trobrado de aquesta manera: Que como ciertas gentes hoviesen conquistado cierta partida del Regno de los infieles en las Montayas de Sobrarbe: é fuesen comunas no havientes Gobernador ni Regidor. É hoviessen entre si muytas questiones y debates ... E por aquella razon, los sobreditos Conquistadores del Regno de Aragon acordaron de esleyr Rey, pero que hoviessen un Iudge entre él é ellos, que hoviesse nombre Iusticia de Aragon. Es opinion de algunos: que antes eslieron al Iusticia, que no al Rey: é que de aquella condición lo eslieron. De alli avant, toda vegada ha hovido Iusticia de Aragon en el Regno; é conosce de todos los feytos tocantes al señor Rey, assi demandando como defendiendo.

Un siglo después de Cerdán, en 1552, los fueros de Aragón, encargados por las Cortes, fueron publicados con un prefacio que reafirmaba la leyenda de Sobrarbe en defensa del imperio de la ley y la precedencia de la ley al rey. En 1588 Jerónimo de Blancas publicó el influyente tratado Aragonensium rerum commentarii, el cual contiene la historia más completa de los orígenes del Justicia y los seis fueros de Sobrarbe (furs de Sobrarb, en catalán) que el rey tiene que aceptar para gobernar. En la década de 1580 en cierto número de casos presentados ante los tribunales de Zaragoza, las leyes de Sobrarbe fueron citadas en contra de la autoridad del rey, como en el "pleito del virrey extranjero", cuando el nombramiento por parte de Felipe II de un virrey no aragonés fue recusado. En 1625 Bartolomé Leonardo de Argensola escribió que los fueros "unieron aquellas dos calidades, en otro tiempo disociables, principado y libertad; y de aquí los fueros del vasallage en Aragón se llaman libertades."

## Lista de reyes legendarios (y sus contrapartidas históricas)
- Garci Ximénez (724–758)
- García Ennéguiz I (758–802)
- Fortún Garcés I (802–815)
- Sancho Garcés (815–832)
- Enneco Ariesta (832–851) → Íñigo Arista
- García Ennéguiz II (851–870) → García Íñiguez II
- Fortún Garcés II (870–905) → Fortún Garcés II